# Andesites
Andesites – rodzaj głowonogów z podgromady amonitów.
Żył w okresie kredy (berrias).